# Nuova Assuan
Nuova Assuan (arabo: أسوان الجديدة, Madīnat Aswān al-Jadīdah) è una città del Governatorato di Assuan in Egitto. Fa parte della terza generazione di città fondate dall'Autorità per le nuove comunità urbane. La città si trova a 12 km a nord di Assuan sulla riva sinistra del Nilo. Il 28 dicembre 2021, il presidente Abdel Fattah al-Sisi ha inaugurato la zona corniche, la zona residenziale e le ville della città.